# Cappella di Santa Petronilla
La cappella di Santa Petronilla è un edificio religioso situato nel comune di Cinigiano. La sua ubicazione è all'estremità nord-occidentale del territorio comunale, nei pressi di Borgo Santa Rita in località Case Rosse, in prossimità del fiume Ombrone, nel punto di confluenza del suo affluente Orcia.

## Storia
La piccola chiesa fu costruita in epoca tardomedievale, quasi certamente nel corso del Trecento, all'interno di una vasta tenuta che aveva la residenza signorile a Poggio alle Mura, in territorio senese a nord del corso del fiume Orcia. L'edificio religioso sorse come una semplice cappella rurale che dava la possibilità della sosta per la preghiera ai braccianti che lavoravano nei vicini campi.
In epoca tardocinquecentesca furono effettuati lavori di ampliamento del preesistente corpo di fabbrica, che hanno determinato l'aggiunta anteriore.
Il luogo di culto, nonostante la sua posizione isolata e decentrata, ha continuato a svolgere le sue funzioni nel corso dei secoli, fino all'inizio degli anni settanta del secolo scorso, quando venne definitivamente chiuso. Da allora, l'edificio religioso è andato incontro ad un periodo di completo abbandono, che ha determinato perfino negli anni successivi il crollo del tetto di copertura, a causa delle infiltrazioni d'acqua.

## Descrizione
La cappella di Santa Petronilla si presenta come un semplice edificio religioso ad aula unica, con facciata a capanna al centro della quale si apre il portale d'ingresso rettangolare modanato ed architravato, a fianco del quale si apre su ciascun lato una finestra quadrangolare, tipico elemento delle cappelle rurali per permettere la sosta per la preghiera anche all'esterno dell'edificio. La facciata anteriore, di chiara impronta tardocinquecentesca, si presenta prevalentemente rivestita in intonaco scialbato, con elementi in travertino e laterizio che caratterizzano le modanature del portale e delle finestre.
Le pareti laterale e posteriori, pur presentandosi intonacate, fanno riemergere alcuni rivestimenti in pietra che caratterizzavano originariamente l'edificio religioso; posteriormente la cappella è priva di abside, con il corpo di fabbrica che presenta una larghezza maggiore rispetto alla parte anteriore meno recente.
L'interno dell'edificio religioso, rimasto esposto agli agenti atmosferici da molti anni, si presenta in pessime condizioni a causa della vegetazione spontanea che ha iniziato a svilupparsi; rimasto completamente privo di arredi e opere d'arte, conserva discretamente soltanto la decorazione della parete posteriore che si presenta completamente dipinta di colore celeste.